# Marsvinsholm slot
Marsvinsholm slot er et svensk slot på godset af samme navn i Balkåkra sogn i Ystad kommune i Skåne. Det ligger 12 km fra Ystads centrum, syd for E65 og nord for jernbanen mod Malmø.

## Historie
Godset omtales undertiden som Bosøe, Borsøe og Borsøy i begyndelsen af det 14. århundrede. I midten af det 16. århundrede var det ejet af medlemmer af Ulfeldt-slægten. Det blev omkring 1630 overtaget af Otte Marsvin, som byggede slottet og opkaldte det efter sig selv. Det blev nedarvet til brodersønnen Christian Urne.
Gennem arv og handel tilhørte godset slægterne Thott, von Königsmarck, De la Bordie, Sjöblad, Ruuth, Piper, Tornérhielm og Wachtmeister. Udenrigsstatsminister greve Carl Wachtmeister solgte i 1854 det, der endnu ikke var solgt fra til baron Jules Stiernblad. Hans datter var grevinde Ida Ehrensvärd, hvis børn fra første ægteskab, Rutger, Louise og Madeleine Bennet, ejede slottet til 1910. To år senere blev det solgt til danskeren Johannes Johannesen, hvorfra det i 1938 gik i arv til hans datter Anna Margrethe og hendes mand Jørgen Wendelboe-Larsen. Deres søn Erik arvede slottet og solgte det i 1978 til Bengt Iacobaeus. Dennes søn Tomas Iacobaeus ejer Marsvinsholm.
Slottet blev opført i 1644-48 af Otte Marsvin på pæle i en lille sø. Det udgør en firkant i fire etager og er i de nordvestlige og sydøstlige hjørner forsynet med tårne i fem etager. I 1782-86 gennemførte grev Eric Ruuth en gennemgribende renovering af slottet. 1856-57 lod friherre Jules Stiernblad den danske arkitekt Christian Zwingmann stå for en grundig restaurering af slottet i Christian 4.s stil.

## Begivenheder
Slottet ligger tæt på Marsvinsholm station, hvor toget stopper i forbindelse med de teaterforestillinger, som Ystads Stående Teatersällskap har opført ved slottet siden 1996. I sommeren 2007 blev der anlagt en skulpturudstilling i slotsparken. Den fornys årligt.